# Dai Vernon

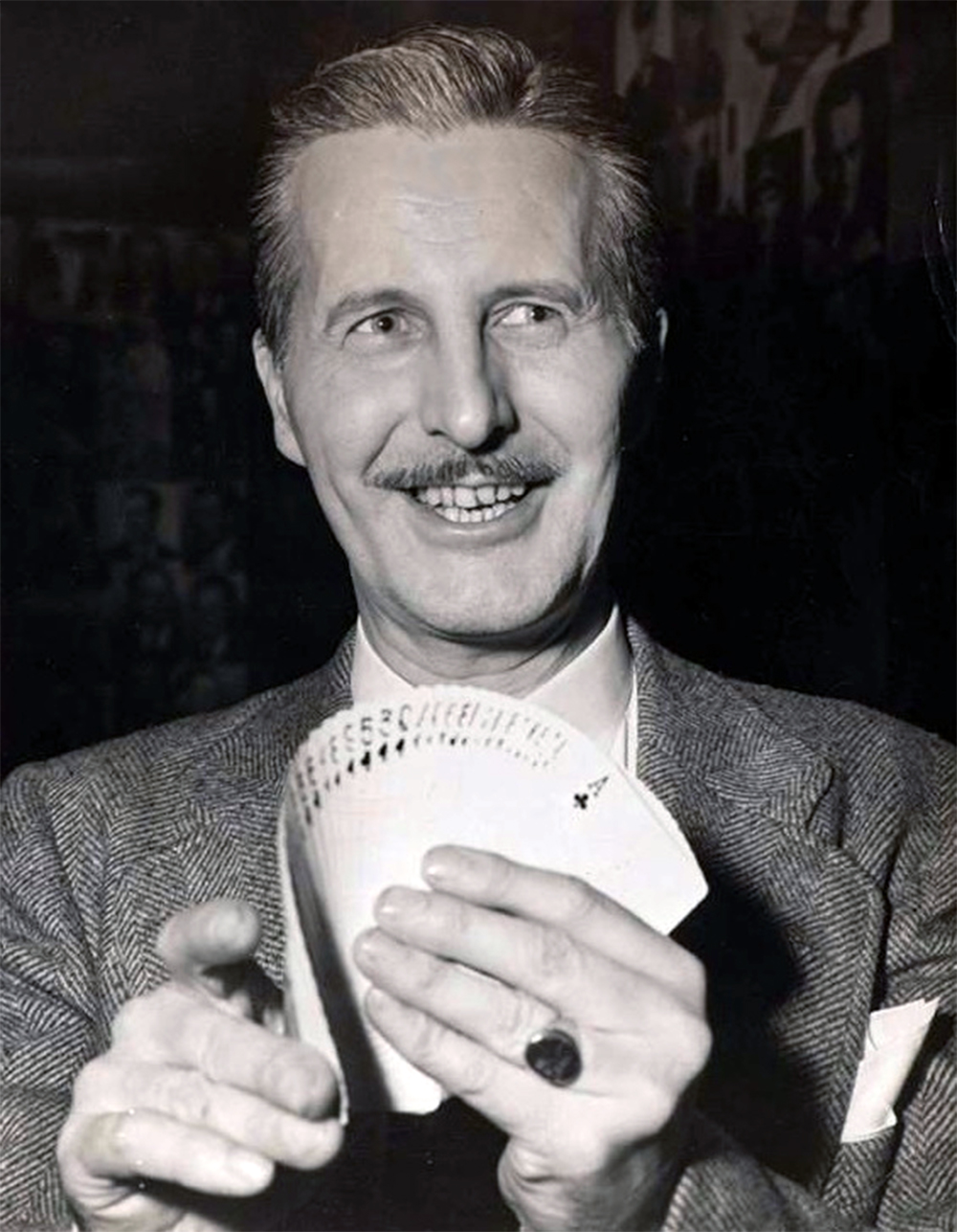
Porträt von Dai Vernon

Dai Vernon (eigentlich David Frederick Winfield Verner; * 11. Juni 1894 in Ottawa; † 21. August 1992 in Ramona, Kalifornien) war ein US-amerikanischer Zauberkünstler kanadischer Herkunft. Er hatte den Beinamen Der Professor.
Als Kartenkünstler begann Dai Vernon seine Karriere in den 1920er Jahren in New York. Bekannte Kunststücke wurden von ihm so verändert und verbessert, dass selbst Profi-Kollegen wie Harry Houdini, der von sich behauptete, jeden Kartentrick nach dreimaligem Sehen entlarven zu können, die Tricktechnik nicht zu durchschauen vermochten.
Das brachte ihm den Titel „The Man Who Fooled Houdini“ ein. Das „The Magic Castle“, die Academy of Magic Arts in Hollywood, war 30 Jahre lang seine künstlerische Heimat. Viele andere bekannte Magier wie Michael Ammar, Larry Jennings und Doug Henning gingen bei ihm in die Lehre.